# フィンドレー・S・ダグラス
フィンドレー・スモール・ダグラス（Findley S. Douglas、1874年11月17日 - 1959年3月29日）はスコットランド人アマチュアゴルファーで1898年の全米アマチュア選手権に優勝し、後年は全米ゴルフ協会 (USGA) の会長を務めた。

## 生い立ちとゴルフ成績
スコットランドのセントアンドリュースに生まれ、少年時代からゴルフを始めていた。1892年から1896年にかけてセントアンドリュース大学で学び、そのゴルフチームにも所属していた。卒業後の1897年、長兄であるロバートの後を追って米国に移住した。 
1897年の全米アマチュア選手権では予選を通過したが準決勝で敗れた。1898年にはウォルター・B・スミスを 5&3 で破り優勝した。その後2006年にリッチー・ラムゼーが優勝するまでこの大会で優勝したスコットランド人はいなかった。ダグラスは1899年および続く1900年も決勝戦まで進んだが、それぞれH・M・ハリマンおよびウォルター・トラビスに敗れて2位となっている。1903年に一度だけ全米オープンに出場したことがあり、結果は総合8位でローアマチュアだった。1901年と1903年のメトロポリタンアマチュアにも優勝した。
ニューヨーク地域のいくつかのクラブに所属し、また、他のクラブの設立を支援した。1908年にはナショナルゴルフリンクスオブアメリカの70人の創設協力者の一人に名を連ねた。このような貢献の結果、メトロポリタンゴルフ協会において17年間にわたり様々な管理役職に就き、1922年から1924年にかけては会長も務めた。
1926年にUSGAの副会長に就任、続いて1929年から1930年にかけては会長職を務めた。1930年にボビー・ジョーンズがグランドスラムを達成したが、4つのタイトルのうち全米オープンと全米アマの優勝トロフィーを手渡したのはダグラスだった。
後年はシニアゴルフに注力し、1932年に全米シニアゴルフ協会（United States Senior's Golf Association、USSGA、USGAとは別団体）選手権に優勝し、その後はこの団体の組織管理に携わり、1937年から1941年の間は会長の座にあった。このUSSGA選手権は、USGA の主催で1955年から始まった全米シニアアマチュア選手権の前身となった。
ダグラスはゴルフにおける卓越したスポーツマンシップが認められ、1959年にUSGAによりボブジョーンズ賞が授与された。同じ年の復活祭の日曜日に死亡したが、遺族はいなかった。遺灰はセントアンドリュースの町にある墓地の家族用区画に埋葬された。1990年後半、R&A は破損がひどかった墓石の修復を行い、碑文になかったダグラスの名前を追記した。

## トーナメント優勝（3回）
- 1898年 全米アマチュア
- 1901年 メトロポリタンアマチュア
- 1903年 メトロポリタンアマチュア

## メジャー大会の成績

### アマチュアでの優勝（1回）
| 年     | 大会名         | 優勝スコア | 準優勝                |
| ------ | -------------- | ---------- | --------------------- |
| 1898年 | 全米アマチュア | 5＆3       | ウォルター・B・スミス |

### 結果のタイムライン
注：ダグラスは、全米オープン、全米アマチュア選手権、全英アマチュア選手権でのみプレーした。
| 大会名         | 1897年 | 1898年 | 1899年 |
| -------------- | ------ | ------ | ------ |
| 全米オープン   | 19     | DNP    | DNP    |
| 全米アマチュア | SF     | 1      | 2      |
| 全英アマチュア | DNP    | DNP    | DNP    |

| 大会名         | 1900年 | 1901年 | 1902年 | 1903年 | 1904年 | 1905年 | 1906年 | 1907年 | 1908年 | 1909年 |
| -------------- | ------ | ------ | ------ | ------ | ------ | ------ | ------ | ------ | ------ | ------ |
| 全米オープン   | DNP    | DNP    | DNP    | 8 LA   | DNP    | DNP    | DNP    | DNP    | DNP    | T23    |
| 全米アマチュア | 2      | SF     | DNP    | R128   | DNP    | DNP    | DNP    | DNP    | R32    | DNP    |
| 全英アマチュア | DNP    | DNP    | DNP    | DNP    | DNP    | DNP    | DNP    | DNP    | DNP    | DNP    |

| 大会名         | 1910年 | 1911年 | 1912年 | 1913年 | 1914年 | 1915年 | 1916年 | 1917年 | 1918年 | 1919年 |
| -------------- | ------ | ------ | ------ | ------ | ------ | ------ | ------ | ------ | ------ | ------ |
| 全米オープン   | DNP    | DNP    | DNP    | DNP    | DNP    | DNP    | DNP    | NT     | NT     | DNP    |
| 全米アマチュア | DNP    | DNP    | DNP    | DNP    | DNP    | DNP    | DNP    | NT     | NT     | DNP    |
| 全英アマチュア | DNP    | DNP    | DNP    | R256   | DNP    | NT     | NT     | NT     | NT     | NT     |

| 大会名         | 1920年 | 1921年 | 1922年 | 1923年 | 1924年 |
| -------------- | ------ | ------ | ------ | ------ | ------ |
| 全米オープン   | DNP    | DNP    | DNP    | DNP    | DNP    |
| 全米アマチュア | DNP    | DNP    | DNP    | DNP    | DNQ    |
| 全英アマチュア | R256   | DNP    | DNP    | DNP    | DNP    |

LA =ローアマチュアNT =トーナメントなしDNP =不参加「T」は同一順位（タイ）を示すDNQ =予選不通過R256、R128、R64、R32、R16、QF、SF =マッチプレーで負けたラウンド
優勝は緑色の背景。トップ10は黄色の背景
全米オープンと全米アマチュアの出典： USGAチャンピオンシップデータベース
1913年の英国のアマチュアの出典：アメリカのゴルファー、1913年7月、ページ。 222。
1920年の英国のアマチュアの出典：グラスゴーヘラルド、1920年6月8日、ページ。 12.12。